# Shahbuz (quận)
Shahbuz (tiếng Azerbaijan:Şahbuz) là một quận thuộc Azerbaijan. Dân số thời điểm năm 2012 là 20296 người.